# Arbejdsbord
Arbejdsbord er i almindelig betydning et bord til at arbejde ved eller på; dvs. den plade der danner underlag for de emner eller det værktøj der arbejdes med, hvad enten det er en høvlebænk eller en anden form for bord. Kommer man fx syd for Alperne – til middelhavslandene, så bruges der et forholdsvis kort, temmelig bredt bord med et kraftigt lad og en "fransk" fortang, men altså ingen bagtang, og følgelig ingen duphuller. Hobby- og hughusfolk bruger heller ikke altid andet end mere eller mindre interimistiske borde til at arbejde ved.
Billedskæreren Abel Schrøder har lavet et herligt selvportræt på herregården Lystrup i Sydøstjælland; billedet er gengivet forskellige steder, bl.a. i Billedskærerbogen. 
En billedskærers arbejdsbord er ca 90 cm i højden, højere end en høvlebænk, 90 – 100 cm bredt og 150 – 200 cm langt; dog er det efter fransk tradition endnu længere – op til 3 – 4 meter – og forsynet med et antal huller hvori kan anbringes spændehager, klemhager eller andet værktøj (fx etau og spændestok).
Bødkerens arbejdsbord kaldes briks eller forbord, og består i almindelighed af 3-4 vandrette planker der dels støtter emnet under arbejdet, dels er til at lægge værktøjet fra på.
På træskibsværfter findes der ofte lange borde langs væggene, såkaldte langbænke.